# Roberto Vestrini
Roberto Vestrini (* 30. Januar 1908 in Livorno; † 12. März 1966 ebenda) war ein italienischer Ruderer.

## Biografie
Roberto Vestrini wurde 1929, 1930 und 1932 italienischer Meister mit dem Achter der Unione Canottieri Livornesi. Darüber hinaus wurde er mit dem italienischen Achter 1929 Europameister und gewann 1930 EM-Silber.
Bei den Olympischen Spielen 1932 in Los Angeles gehörte er zu italienischen Crew, die in der Achter-Regatta die Silbermedaille gewann.
Seine Brüder Renzo und Pier Luigi Vestrini waren ebenfalls Ruderer.